# Снайдер-Энфилд
Снайдер-Энфилд — британская однозарядная винтовка XIX века под патрон .577 Snider с казённым заряжанием.

## История

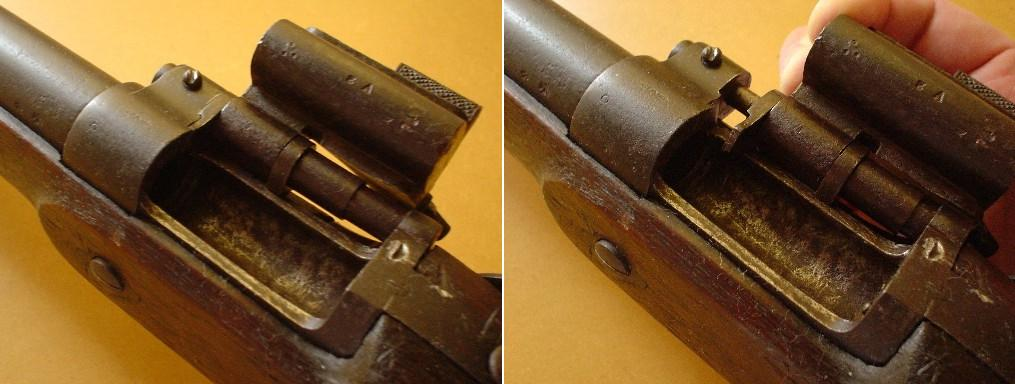
Экстракция гильз

Автором разработки является американский инженер Джейкоб Снайдер. Британская армия приняла её на вооружение в 1866 году в качестве основного варианта переделки устаревших дульнозарядных винтовок Энфилд образца 1853 года. Испытания новой винтовки показали превосходство в точности и скорострельности над исходной винтовкой Энфилд обр. 1853. Солдат мог совершать десять выстрелов в минуту вместо трёх. С 1866 года началось массовое преобразование винтовок на Королевской оружейной фабрике. Винтовка новой модели сохранила оригинальный ствол, ложе, ружейный замок и курок.
В Снайдер-Энфилде использовался унитарный патрон центрального воспламенения системы Эдварда Боксера в отличие от исходных моделей. Экстракция гильз была ненадёжной, поэтому извлечение гильз представляло некоторую проблему.
В 1871 году эти винтовки были сняты с вооружения британской армии и заменены на Мартини-Генри. Но Британская индийская армия продолжала использовать винтовки Снайдер-Энфилд до конца XIX века.

## В культуре
- Используется суданскими повстанцами в фильме Четыре пера.
- Используется аборигенами в рассказах Джека Лондона «Буйный характер Алоизия Пенкберна» из сборника «Сын солнца» и "Страшные Соломоновы острова"